# Vicenza Volley 2001-2002

## Risultati ottenuti

### In Italia
- Serie A1: 7º posto, per le semifinali dei play-off contro l'Asystel Novara
- Coppa Italia: perde i quarti di finale contro Edison Modena
- Supercoppa italiana: vince la finale contro Radio 105 Foppapedretti Bergamo

### In Europa
- Coppa CEV: perde la finale 3/4º posto contro Proton.

## Rosa
in corsivo le giocatrici cedute a campionato in corso